# Oscar Zariski
Oscar Zariski (hay Oscher Zaritsky (tiếng Nga: О́скар Зари́сский; sinh ngày 24 tháng 4 năm 1899 - mất ngày 4 tháng 7 năm 1986) là một nhà toán học người Mỹ gốc Nga và là một trong những người đóng góp trong lĩnh vực hình học đại số có  ảnh hưởng nhất trong thế kỷ 20.

## Giáo dục
Zariski được sinh ngày 24 tháng 4, 1899 với tên là Oscher (có thể đọc là Ascher hoặc Osher) Zaritsky  tại Kobryn, đế quốc Nga (nay thuộc tỉnh Brest của Belarus), là thành viên của gia đình người Do Thái (cha mẹ ông là Bezalel Zaritsky và Hanna Tennenbaum). Vào năm 1918, ông theo học Đại học Quốc gia Kyiv. Ông rời khỏi Kiev vào năm 1920 và theo học Đại học Roma La Sapienza, nơi ông trở thành môn đệ của Trường học hình học đại số của Ý, làm việc với Guido Castelnuovo, Federigo Enriques và Francesco Severi.
Zariski đã viết một luận án tiến sĩ năm 1924 về một chủ đề trong Lý thuyết Galois, được đề xuất với ông bởi Castelnuovo. Tại thời điểm xuất bản luận án của mình, ông đã đổi tên thành Oscar Zariski.

## Đại học Johns Hopkins
Zariski di cư sang Mỹ vào năm 1927 do Solomon Lefschetz ủng hộ. Ông đã có một vị trí tại Đại học Johns Hopkins nơi ông trở thành giáo sư vào năm 1937. Trong thời gian này, ông đã viết Algebraic Surfaces như là một tổng kết về công việc của trường học Ý. Cuốn sách được xuất bản vào năm 1935 và được phát hành lại sau 36 năm, với những ghi chép chi tiết của các sinh viên của Zariski đã minh họa cách trường hình học đại số đã thay đổi. Nó vẫn là một tham chiếu quan trọng.
Có vẻ như nghiên cứu đã đặt dấu ấn của sự bất mãn của Zariski với cách tiếp cận của người Ý đối với hình học song hữu tỉ. Ông giải quyết các câu hỏi nghiêm khắc bằng cách trông cậy vào đại số giao hoán. Tô pô Zariski,như nó đã được biết sau, là đủ cho hình học song chính quy, nơi các giống được ánh xạ bởi các hàm đa thức. Lý thuyết đó là quá giới hạn cho các bề mặt đại số, và thậm chí cho các đường cong với các điểm số ít.  Một bản đồ hợp lý là một bản đồ thông thường như hàm phân thức là một đa thức: nó có thể không xác định tại một số điểm. ITrong thuật ngữ hình học, người ta phải làm việc với các hàm được định nghĩa trên một số tập hợp mở, tập trù mật của một giống đã cho. Mô tả về hành vi trên phần bổ sung có thể yêu cầu điểm gần vô hạn được giới thiệu vào tài khoản để hạn chế hành vi theo các hướng khác nhau. Điều này giới thiệu một nhu cầu, trong trường hợp bề mặt, sử dụng lý thuyết định giá để mô tả các hiện tượng như thổi lên (bóng kiểu, chứ không phải là nổ).

## Đại học Harvard
Sau khi trải qua một năm 1946-1947 tại Đại học Illinois tại Urbana–Champaign, Zariski trở thành giáo sư tại Đại học Harvard vào năm 1947  nơi ông ở lại cho đến khi nghỉ hưu vào năm 1969. Vào năm 1945, ông đã thảo luận một cách hiệu quả các vấn đề nền tảng cho hình học đại số với André Weil.Sự quan tâm của Weil là đưa ra một lý thuyết đa dạng trừu tượng tại chỗ, để hỗ trợ việc sử dụng giống Jacobian trong bằng chứng của ông về giả thuyết Riemann cho các đường cong trên trường hữu hạn, một hướng thay vì nghiêng về lợi ích của Zariski. Hai bộ cơ sở không được hòa giải vào thời điểm đó.
Tại Harvard, các sinh viên của Zariski bao gồm Shreeram Abhyankar, Heisuke Hironaka, David Mumford, Michael Artin và Steven Kleiman—thus spanning the main areas of advance in lý thuyết kỳ dị, lý thuyết Modulo và đối đồng điều trong thế hệ tiếp theo.Chính Zariski đã nghiên cứu trên lý thuyết equisingularity. Một số kết quả chính của ông Định lý chính của Zariski và Định lý Zariski về các hàm toàn diện,  nằm trong số các kết quả được tổng quát hóa và bao gồm trong chương trình của Alexander Grothendieck mà hình học đại số thống nhất cuối cùng.
Zariski Zariski đã đề xuất ví dụ đầu tiên về bề mặt Zariski vào năm 1958.

## Quan điểm
Zariski là một người vô thần Do Thái.

## Giải thưởng và giấy chứng nhận
Zariski được trao giải Giải Steele vào năm 1981, và trong cùng năm đó, ông nhận giải Giải Wolf về Toán học cùng với Lars Ahlfors. Ông cũng viết Commutative Algebra in two volumes, với Pierre Samuel. Các bài báo của ông đã được xuất bản bở MIT Press, trong bốn tập.

## Ấn phẩm
- Zariski, Oscar (2004) [1935], Abhyankar, Shreeram S.; Lipman, Joseph; Mumford, David (biên tập), Algebraic surfaces, Classics in mathematics , Berlin, New York: Springer-Verlag, ISBN 978-3-540-58658-6, MR 0469915[2]
- Zariski, Oscar (1958), Introduction to the problem of minimal models in the theory of algebraic surfaces, Publications of the Mathematical Society of Japan, quyển 4, The Mathematical Society of Japan, Tokyo, MR 0097403
- Zariski, Oscar (1969) [1958], Cohn, James (biên tập), An introduction to the theory of algebraic surfaces, Lecture notes in mathematics, quyển 83, Berlin, New York: Springer-Verlag, doi:10.1007/BFb0082246, ISBN 978-3-540-04602-8, MR 0263819
- Zariski, Oscar; Samuel, Pierre (1975) [1958], Commutative algebra I, Graduate Texts in Mathematics, quyển 28, Berlin, New York: Springer-Verlag, ISBN 978-0-387-90089-6, MR 0090581[3]
- Zariski, Oscar; Samuel, Pierre (1975) [1960], Commutative algebra. Vol. II, Berlin, New York: Springer-Verlag, ISBN 978-0-387-90171-8, MR 0389876[4]
- Zariski, Oscar (2006) [1973], Kmety, François; Merle, Michel; Lichtin, Ben (biên tập), The moduli problem for plane branches, University Lecture Series, quyển 39, Providence, R.I.: American Mathematical Society, ISBN 978-0-8218-2983-7, MR 0414561(original title): Le problème des modules pour les branches planes{{Chú thích}}:  Quản lý CS1: postscript (liên kết)[5]
- Zariski, Oscar (1972), Collected papers. Vol. I: Foundations of algebraic geometry and resolution of singularities, Cambridge, Massachusetts-London: MIT Press, ISBN 978-0-262-08049-1, MR 0505100
- Zariski, Oscar (1973), Collected papers.   Vol. II: Holomorphic functions and linear systems, Mathematicians of Our Time, Cambridge, Massachusetts-London: MIT Press, ISBN 978-0-262-01038-2, MR 0505100
- Zariski, Oscar (1978), Artin, Michael; Mazur, Barry (biên tập), Collected papers.  Volume III. Topology of curves and surfaces, and special topics in the theory of algebraic varieties, Mathematicians of Our Time, Cambridge, Massachusetts-London: MIT Press, ISBN 978-0-262-24021-5, MR 0505104
- Zariski, Oscar (1979), Lipman, Joseph; Teissier, Bernard (biên tập), Collected papers. Vol. IV. Equisingularity on algebraic varieties, Mathematicians of Our Time, quyển 16, MIT Press, ISBN 978-0-262-08049-1, MR 0545653